# Albunea carabus
Albunea carabus is een tienpotigensoort uit de familie  Albuneidae. De wetenschappelijke naam werd gepubliceerd in 1758 door Carl Linnaeus in de tiende editie van Systema naturae.